# Список правителів королівства Гвент
Список правителів королівства Гвент — перелік володарів держави Гвент, що походили з династії Гвертевіріуга (або інша назва — дім Гуртеірна). Представники останньої посіли трон напочатку V ст. Останній правитель втратив трон у 1093 році.

## Королі

### Династія Гуртеірна
- Дівнуал ап Еднівед, 420—460 роки
- Інір ап Дівнуал, 460—480 роки
- Ідон ап Інір, 480—490 роки
- Теудріг Святий, 490—540 роки
- Мейріг ап Теудріг , 540—590 роки
- Атруіс ап Меуріг, 590—610 роки
- Ітел ап Атруіс, 610—625 роки
- Морган ап Атруіс, 625—665 роки
- Ітел II, 665—685 роки
- Морган II Багатий, 685—715 роки
- Ітел III ап Морган, 715—755 роки
- Брохфел, 755 рік
- Фернфел ап Ітел, 755—775 роки
- Артуір ап Фернфел, 775—810 роки
- Ідвалон ап Гургант, 810—842 роки
- Ітел III, 810—848 роки
- Меуріг ап Гівел, 848—849 роки
- Меуріг II, 849—860 роки
- Фернфел II, 860—880 роки
- Брохфел II, 880—920 роки
- Овейн I, 920—930 роки
- Кадел ап Артфел, 930—943 роки
- Морган II, 942—955 роки

### Династія Глівісінгу
- Нові ап Гуріад, 955—970 роки
- Артфел ап Нові, 970—983 роки
- Родрі ап Елісед, 983—1015 роки
- Гріфід ап Елісед, 983—1015 роки
- Едвін ап Гуріад, 1015—1045 роки
- Меуріг III, 1045—1055 роки

### Династія Рудлан
- Гріфід II, 1055—1063 роки

### Династія Глівісінгу
- Кадуган ап Мейріг, 1063—1074 роки
- Карадог ап Гріфід, 1074—1081 роки
- Іестін ап Гургант, 1081—1093 роки